# Hans Erling
Hans Erling (* 29. Dezember 1894 in Bremen; † 30. April 1950 ebenda) war ein deutscher Kaufmann und Unternehmer im Vorstand der Bremer Rolandmühle.

## Biografie

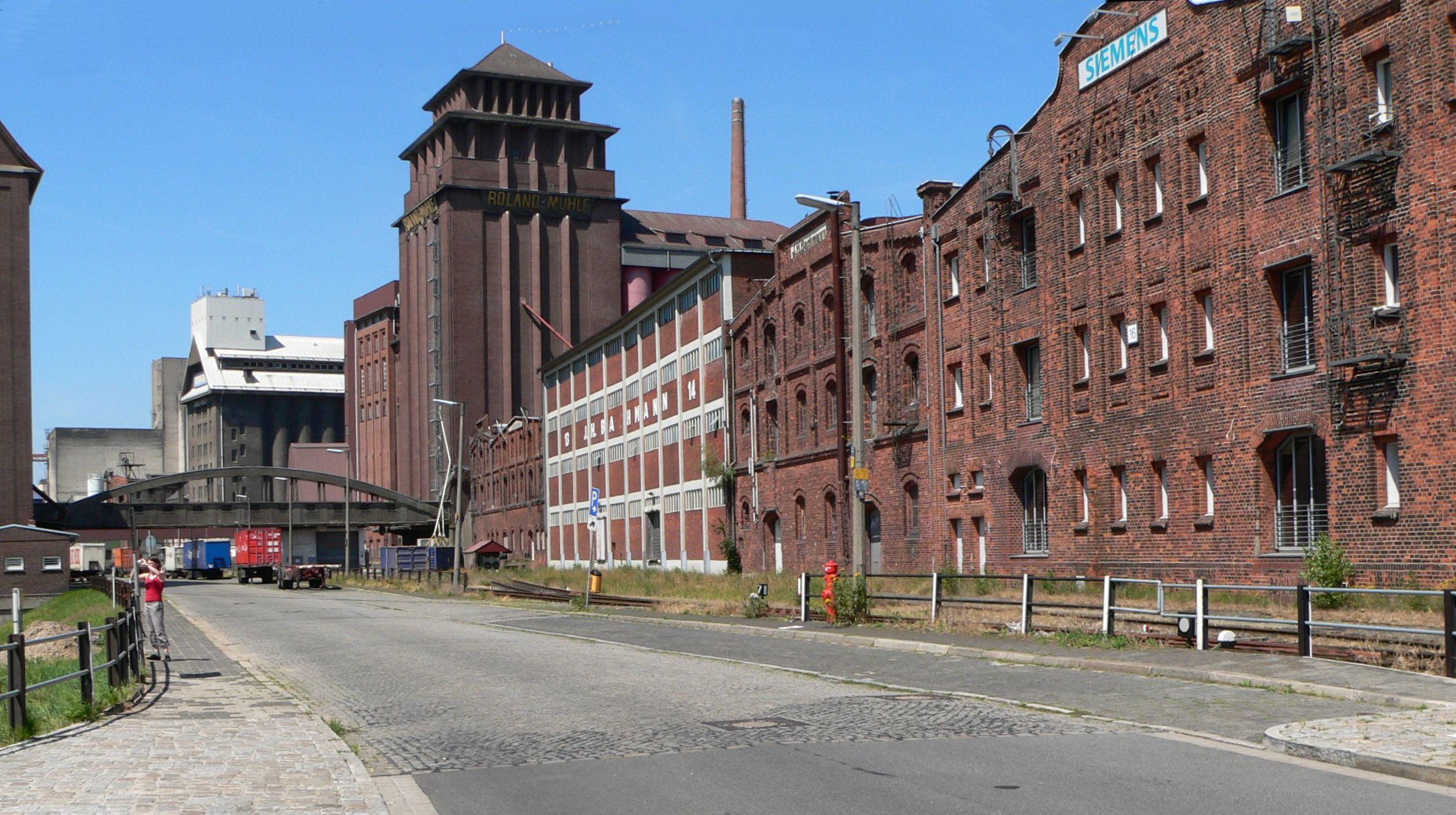
Rolandmühle

Erlings Familie wanderte 1801 aus den Niederlanden nach Bremen ein. Sein Urgroßvater und sein Großvater bauten und betrieben in Bremen Mühlen. Sein Vater Carl Erling war 1897 der Gründer der Bremer Rolandmühle AG.
Er absolvierte eine Ausbildung als Kaufmann und Mühlentechniker im In- und Ausland. Ab 1914 diente er als Soldat im Ersten Weltkrieg. 1921 wurde er Vorstandsmitglied der Bremer Rolandmühle AG. Das Unternehmen erwarb 1930 die Aktienmehrheit der Gercke & Deppen Hansamühle AG, die sich in der Nachbarschaft der Rolandmühle am Holzhafen befand. Zur gleichen Zeit erwarb das Unternehmen auch die Aktienmehrheit der Grohner Mühlenwerke AG, deren Gebäude 1934 abgerissen wurden. Erling wandelte 1937 die Aktiengesellschaft in die familienbetriebene Kommanditgesellschaft Bremer Rolandmühle Erling & Co. um. Im Zweiten Weltkrieg blieb der Betrieb von größeren Bombenschäden verschont, sollte jedoch 1945 von der deutschen Wehrmacht gesprengt werden, was dann aber verhindert wurde.  
Erling war Mitglied des Plenums der Handelskammer Bremen (ab 1934 Industrie- und Handelskammer Bremen), wirkte wie sein Vater in der katholischen St.-Johannis-Gemeinde und war im Kuratorium des St.-Joseph-Stifts. Er war Mitglied des Aufsichtsrats der Norddeutsche Kreditbank AG und in verschiedenen weiteren Aufsichtsräten.
Die Rolandmühle wurde nach seinem Tod durch Familienmitglieder weitergeführt.